# Corneliu Ion
Corneliu Ion (Focșani, 27 juni 1951), is een voormalig Roemeens olympisch schutter.
Corneliu Ion nam als schutter meermaals deel aan de Olympische Spelen voor het schieten op een afstand van 25 meter. Bij zijn Olympisch debuut in 1976 in Montreal veroverde hij de vijfde plaats. Op de Spelen in 1980 in Moskou won hij goud en vier jaar later in 1984 in Los Angeles won hij zilver. Op zijn laatste Olympische Spelen in 1988 in Seoel behaalde hij de achttiende plaats.
1896: Ioannis Phrangoudis ·
1900: Maurice Larrouy ·
1912: Alfred Lane ·
1920: Guilherme Paraense ·
1924: Henry Bailey ·
1932: Renzo Morigi ·
1936: Cornelius van Oyen ·
1948: Károly Takács ·
1952: Károly Takács ·
1956: Ștefan Petrescu ·
1960: William McMillan ·
1964: Pentti Linnosvuo ·
1968: Józef Zapędzki ·
1972: Józef Zapędzki ·
1976: Norbert Klaar ·
1980: Corneliu Ion ·
1984: Takeo Kamachi ·
1988: Afanasijs Kuzmins ·
1992: Ralf Schumann ·
1996: Ralf Schumann ·
2000: Sergej Alifirenko ·
2004: Ralf Schumann ·
2008: Oleksandr Petriv ·
2012: Leuris Pupo ·
2016: Christian Reitz ·
2020: Jean Quiquampoix ·
2024: Li Yuehong